# Rangierlokomotive

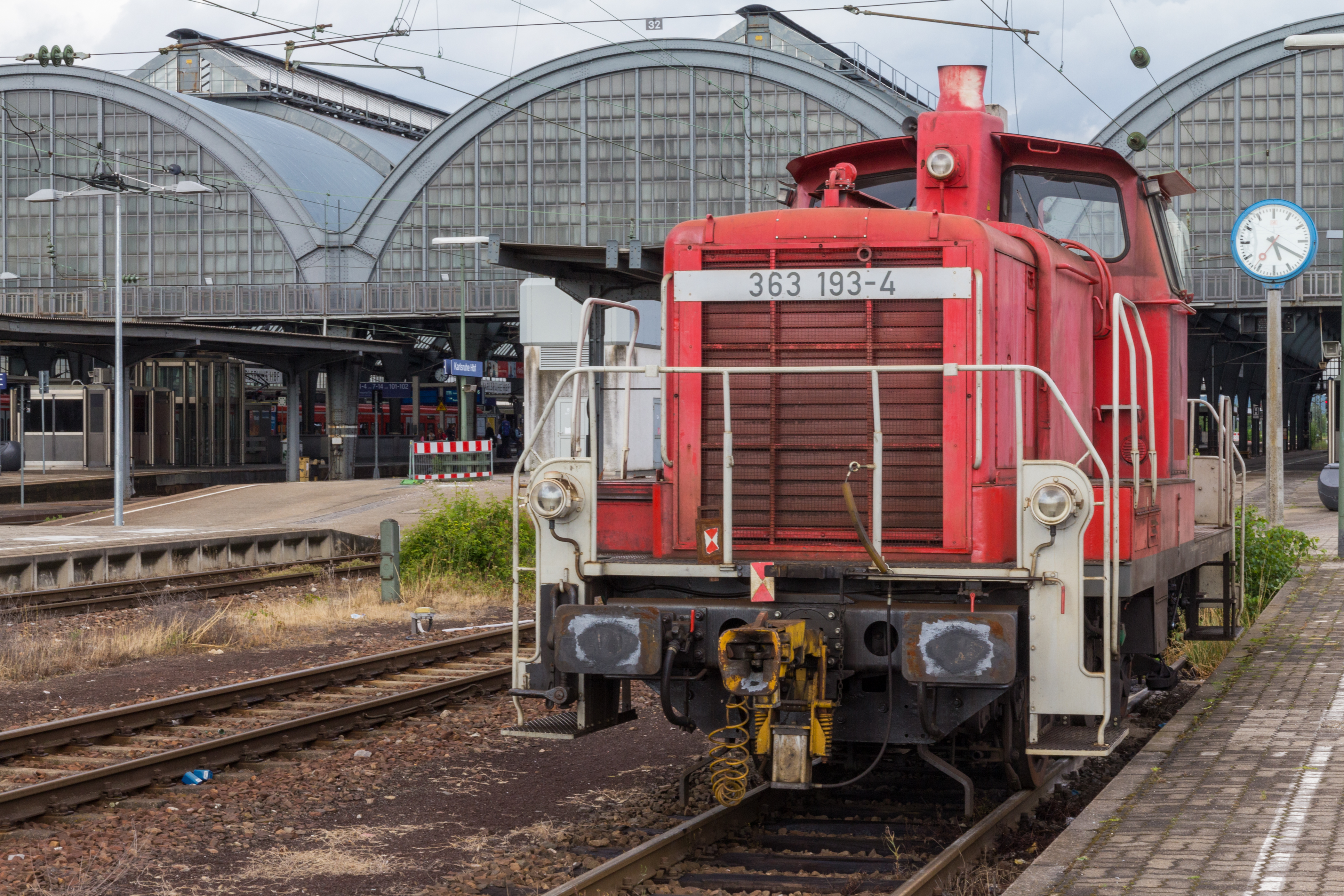
DB-Rangierlok 363 194 mit Rangierkupplung

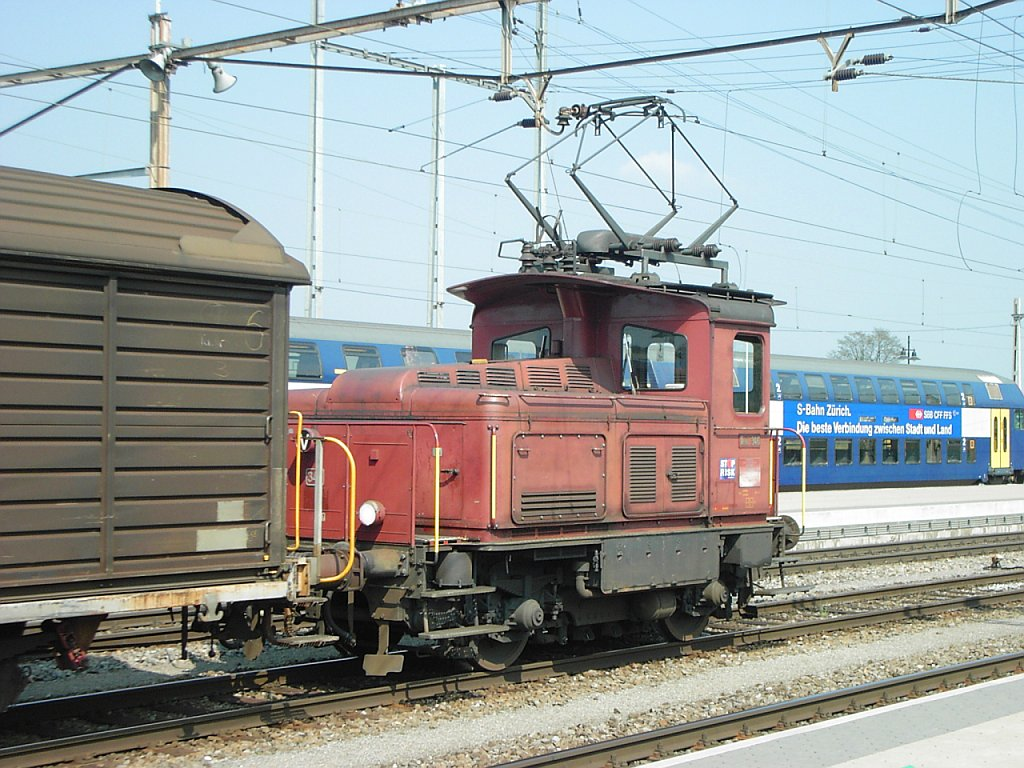
Zweikraft-(Rangier-)Traktor SBB Tem ^{III}346

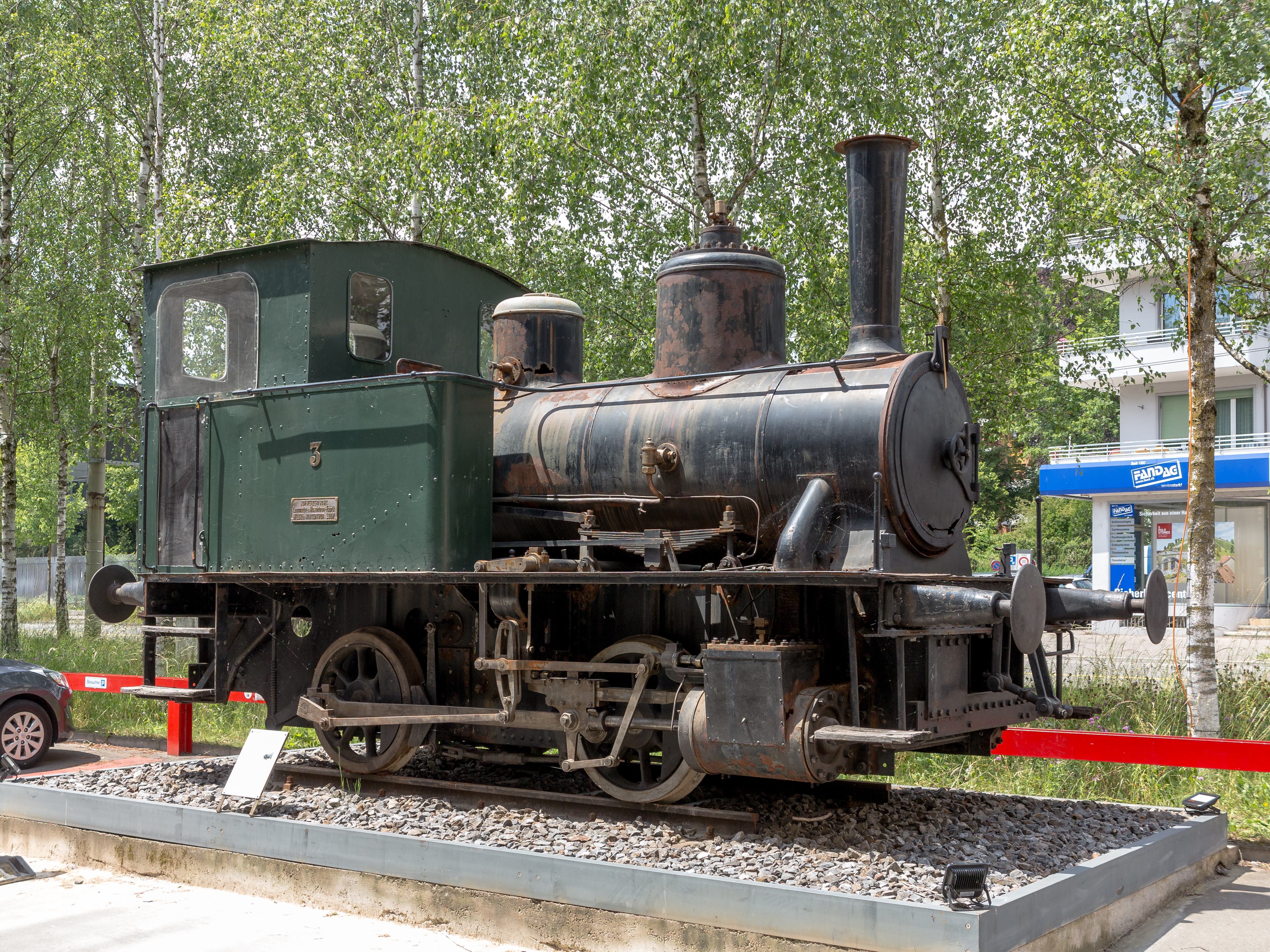
Sulzer Rangierlok E 2/2 N° 3, SLM Baujahr 1907

Eine Rangierlokomotive oder Verschublokomotive ist eine Lokomotive, die konstruktiv speziell für Rangierfahrten ausgelegt ist. Im Gegensatz zu Zuglokomotiven werden Rangierlokomotiven in der Regel nicht zur Bespannung von Zügen, sondern hauptsächlich für Fahrten innerhalb von Bahnhöfen eingesetzt. Amerikanische Lokomotivenhersteller entwickelten Lokomotiven, die sowohl für den Strecken- als auch für den Rangierdienst geeignet waren und nannten diese Roadswitcher.

## Merkmale
Rangierlokomotiven sind für ihren Einsatz speziell angepasst und verfügen, neben einem entsprechend konzipierten Antrieb, meist über die folgenden Merkmale:
- Aufgrund der häufigen Richtungswechsel beim Rangieren, sind Rangierlokomotiven in der Regel mit einem Führerhaus ausgerüstet. Ausnahmen bilden Rangierlokomotiven mit Funkfernsteuerung, die teilweise mit Endführerständen ausgerüstet sind. Um in beiden Fahrtrichtungen eine möglichst gute Sicht auf die Strecke zu haben, ist bei längeren Rangierlokomotiven das Führerhaus üblicherweise mittig angeordnet (sogenanntes Mittelführerhaus). Kleinere Rangierlokomotiven erhalten dagegen in der Regel ein Endführerhaus.
- Etliche moderne Rangierlokomotiven verfügen über eine Funkfernsteuerung, die es dem Lokrangierführer ermöglicht, während der Fahrt stets die Spitze der Rangierabteilung zu besetzen.
- An den Fahrzeugecken sind Rangiertritte angeordnet, auf denen der Lokrangierführer oder mitfahrende Rangierer stehen können.
- Um die Sicht auf die Seitenpuffer zu verbessern, werden teilweise sogenannte Tiefsichtfenster eingesetzt.
- Zur Kommunikation sind Rangierlokomotiven heute in der Regel mit Rangierfunk ausgerüstet.
- Um das zeitaufwändige Kuppeln der europäischen Schraubenkupplung zu vereinfachen, verfügen viele Rangierlokomotiven spezielle automatische Rangierkupplungen, die sich in den Zughaken des Wagens einhakt.
- Zur Erhöhung der Reibungsmasse wurde teilweise die Masse der Rangierlokomotiven durch Ballastierung künstlich erhöht.

## Antrieb
Da Rangierbewegungen in der Regel bei niedrigen Geschwindigkeiten durchgeführt werden und beim Anfahren der Losbrechwiderstand der zu bewegenden Fahrzeuge überwunden werden muss, ist der Antrieb von Rangierfahrzeugen in der Regel auf eine hohe Anfahrzugkraft, nicht unbedingt auf eine hohe Endgeschwindigkeit ausgelegt. Je nach Einsatzspektrum kommen unterschiedlich dimensionierte Fahrzeuge zum Einsatz, die Bandbreite reicht von der Kleinlokomotive bis zum Großdiesel mit über 1000 kW Motorleistung (etwa DB-Baureihe 291). Rangierlokomotiven weisen für ihre Länge oft ein relativ hohes Eigengewicht auf, da ein höheres Reibungsgewicht eine größere Anfahrzugkraft ermöglicht.
Der Antrieb erfolgte früher mit Dampf, der durch Verbrennung erzeugt wurde (z. B. Baureihen 80 oder 81) oder mittels eines Dampfspeichers extern bezogen wurde, später auch durch elektrischen Strom, der durch die Oberleitung zugeführt wurde (z. B. Baureihen E 60 oder E 63) und in Akkumulatoren zwischengespeichert wurde (z. B. Baureihe E 80).
In Deutschland werden Rangierlokomotiven heute fast ausschließlich durch einen Dieselmotor angetrieben, damit oberleitungslose Gleisabschnitte eines Bahnhofs wie etwa Ladegleise befahren werden können. Ausnahmen sind Streckenlokomotiven mit Batterie- oder Dieselmodul als sogenannte Last-Mile-Einrichtung (Bombardier TRAXX 3) für den Rangierdienst oder Werkbahnen (Henschel EA 800).
In der Schweiz werden dagegen fast ausschließlich elektrische Rangierlokomotiven eingesetzt, da dort nahezu alle Gleise, auch Lade- und Nebengleise, elektrifiziert sind.
Außerdem muss der Antrieb in der Lage sein, schnell und häufig die Fahrtrichtung zu wechseln. Bei Rangierdiesellokomotiven mit hydrodynamischer Kraftübertragung werden daher häufig sogenannte Turbowendegetriebe eingesetzt.

## Alternativen
Die Vorhaltung spezieller Rangierlokomotiven setzt für einen wirtschaftlichen Einsatz eine ausreichend hohe Auslastung voraus.
Auf Werks- und Anschlussbahnen werden daher anstelle von Rangierlokomotiven häufig auch andere Rangiermittel unterschiedlicher Bauart eingesetzt. Diese besitzen zum Teil keinen Führerstand und bestehen nur aus der Antriebs- und der Kupplungseinheit. Häufig sind sie als Zweiwegefahrzeuge ausgeführt und werden ebenfalls vom Rangierer ferngesteuert. Diese Rangiermittel werden meist in Industriebetrieben zum Verschub von wenigen oder einzelnen Wagen eingesetzt.
Eine weitere Alternative sind elektrische Streckenlokomotiven mit einer Last-Mile-Einrichtung, sogenannte Zweikraftlokomotiven. Diese können somit nichtelektrifizierte Anschlussbahnen, Ladegleise oder Güterumschlagterminals bedienen. Unter bestimmten Voraussetzungen kann durch den Einsatz einer Zweikraftlokomotive auf die Vorhaltung einer Rangierlokomotive verzichtet werden, was zu deutlichen Kosteneinsparungen führen kann. Eine historische Alternative zum Ersatz von diesem Lokomotiventypus in einem Rangierbahnhof ist die Seilablaufanlage.